# 河村喜助
河村 喜助（かわむら きすけ、1853年10月30日（嘉永6年9月28日） - 1937年（昭和12年）10月14日）は、明治から昭和時代戦前の政治家。衆議院議員。

## 経歴
美濃国武儀郡、のちの岐阜県武儀郡関町（現関市）に生まれる。和漢学を修める。
関町会議員、岐阜県会議員、同常置委員、地方衛生会委員、郡所得税調査委員、武儀郡会議員、同副議長、郡茶業組合組長、郡蚕糸業組合組長、県茶業組合連合会議長を歴任した。
1903年（明治36年）3月の第8回衆議院議員総選挙では岐阜県郡部から出馬し当選。衆議院議員を1期務めた。

## 親族
- 長男：重徳（衆議院議員・福岡世徳の長男禄太郎の養子となる）[4]